# مدرسة سانت ريتا لضعاف السمع
مدرسة سانت ريتا لضعاف السمع هي مدرسة رومانية كاثوليكية مستقلة تقع في قرية إيفينديل، بالقرب من سينسيناتي، أوهايو.